# Генерал Харьков
«Генера́л Ха́рьков» (англ. General Kharkov) — согласно ошибочному утверждению премьер-министра Великобритании Д. Ллойд Джорджа, некий генерал Белого движения, один из антибольшевистских лидеров наряду с адмиралом Колчаком и генералом Деникиным. Упоминания «генерала Харькова» получили широкое распространение в Европе в 1919 году.

## Высказывания Ллойд Джорджа
Утверждение о существовании «генерала Харькова» появилось в Европе в широком распространении после того, как премьер-министр Великобритании Дэвид Ллойд-Джордж в своих публичных выступлениях несколько раз в ряду антибольшевистских лидеров упоминал некоего «генерала Харькова». Так, 16 апреля 1919 года в своей речи в поддержку Белого движения в парламенте он заявил:

Мы не можем сказать русским, борющимся против большевиков: «Спасибо, вы нам больше не нужны. Пускай большевики режут вам горло». Мы были бы недостойной страной!… А поэтому мы должны оказать всемерную помощь адмиралу Колчаку, генералу Деникину и генералу Харькову.

Когда первый раз Ллойд-Джордж упомянул этого мифического генерала, генерал Краснов был ещё у власти на Дону, и, по мнению М. Кеттле, скорее всего именно его Ллойд-Джордж имел в виду под «генералом Харьковым». Однако упоминания Харькова продолжились и после того, как Краснов был смещён со своего поста.
Великий князь Александр Михайлович в своих воспоминаниях писал:

Ллойд Джордж долго говорил об успехах в гражданской войне русского «генерала Харькова», не имея представления о том, что Харьков — русский город.

Американский обозреватель Т. Стэнтон, критиковавший Д. Ллойд Джорджа за незнание особенностей России, в 1920 году сообщал, что, кроме упоминания «генерала Харькова», у Ллойда Джорджа были и другие оговорки, относящиеся к России периода Гражданской войны, в частности, он перепутал Новгород (на Волхове) с Нижним Новгородом (на Волге).

## Награждение «генерала Харькова»
Летом 1919 года английский король Георг V сделал «генерала Харькова» почётным членом ордена Михаила и Георгия «за заслуги в борьбе с большевизмом как мировым злом». Данный орден занимал шестую позицию по старшинству в британской системе наград и давал право на титул рыцаря и обращение «сэр». Когда британская миссия прибыла в Таганрог, ставку Главкома ВСЮР Деникина, генерала Харькова не нашли. По прибытии же британской миссии в город Харьков, центр Харьковской военной области ВСЮР в штаб командующего Добровольческой армией генерала В. З. Май-Маевского 31 августа 1919 года, вопрос разрешился окончательно: генерала Харькова нет и никогда не было, награду и королевский патент вручать некому. Там же, в Харькове, за неимением «Харькова», знак ордена и королевский патент были вручены генерал-лейтенанту Май-Маевскому, о чём пишет его адъютант Павел Макаров.
Прибытие миссии союзников в Харьков, банкет, устроенный в честь союзников, и награждение генерала Май-Маевского орденом Михаила и Георгия также показаны в телефильме «Адъютант его превосходительства».

## «Генерал Харьков» как торговый бренд в Европе
«Подвиги» General Kharkov расписали газеты Антанты. Летом 1919 года появилась песня про него, открылись бар его имени и благотворительный фонд, был выпущен сорт пива, бритвенный набор, кофейный напиток, мужские подтяжки и фасон дамских шляпок Kharkov.

## В стихах
Русский писатель и поэт Владимир Набоков в эмиграции в 1927 году, критикуя чопорность и надменность британских леди (у Набокова — «учёных дур»), в «Университетской поэме» написал следующие строки:

… Виолета

жила у тётки. Дама эта,

одна из тех учёных дур,

какими Англия богата,

была в отличие от брата

высокомерна и худа,

ходила с тросточкой всегда,

читала лекции рабочим,

культуры чтила идеал

и полагала, между прочим,

что Харьков — русский генерал.